# 田中良久
田中 良久（たなか よしひさ、1917年2月27日 - 1977年10月25日）は、日本の心理学者、東京大学名誉教授。
福岡県企救郡（現・北九州市）生まれ。福岡高等学校を経て、1941年東京帝国大学心理学科卒業。1944年まで大学院在籍、1943年から1946年まで副手嘱託。戦後1947年北海道大学法文学部助教授、1953年東京大学文学部心理学科助教授、1967年教授、1977年定年退官、名誉教授、成城大学教授。日本心理学会理事。スウェーデンのウプサラ大学見学中に倒れ死去（『心理学研究』1978年2月「田中良久氏追悼記」）。1977年11月 勲三等瑞宝章を受章。

## 著書
- 『動物心理学 (現代心理学大系 3.)』 共立出版 1956
- 『心理学的測定法』 東京大学出版会 1961
- 『BASIC入門 行動科学のためのコンピュータ・プログラミング入門』 東京大学出版会 1975
- 『行動科学のための BASIC 入門』 東京大学出版会 1983

## 翻訳
- 『知覚』 ホッホバーグ 岩波書店 1966 (現代心理学入門)
- 『感覚心理学』 ミュラー 岩波書店 1966 (現代心理学入門)
- 『国際関係の心理 人間の次元において』 オットー・クラインバーグ 東京大学出版会 1967
- 『ゲシタルト心理学入門』 W.ケーラ 上村保子共訳 東京大学出版会 1971 (UP選書)

## 論文
- 国立情報学研究所収録論文 国立情報学研究所